# Andriej Mowsesjan
Andriej Nikołajewicz Mowsesjan (ros. Андрей Николаевич Мовсесьян; orm. Անդրեյ Մովսիսյան; ur. 27 października 1975 w Moskwie) – rosyjski i ormiański piłkarz występujący na pozycji napastnika.

## Kariera klubowa
Mowsesjan karierę rozpoczynał w 1992 roku w rezerwach Spartaka Moskwa, grających w trzeciej lidze rosyjskiej. W 1993 roku spadł z nimi do czwartej ligi. W 1996 roku został zawodnikiem pierwszoligowego CSKA Moskwa. W sezonie 1997 oprócz występów w pierwszej drużynie, Mowsesjan grał w CSKA-2 Moskwa.
W 1998 roku odszedł do drugoligowego Lokomotiwu Niżny Nowogród. W trakcie sezonu 1998 przeniósł się jednak stamtąd do trzecioligowego Sportakadiemkłubu Moskwa. W 2000 roku wrócił do pierwszej ligi, zostając zawodnikiem Saturna Ramienskoje. Jego barwy reprezentował przez 3 sezony, a następnie również przez 3 sezony grał w także pierwszoligowym klubie FK Moskwa.
W 2006 roku Mowsesjan występował w Łucz-Eniergiji Władywostok i był to jego ostatni sezon w najwyższej klasie rozgrywkowej. Potem grał już tylko w drugoligowych zespołach Terek Grozny oraz Sportakadiemkłub Moskwa, a także w trzecioligowym Awangardzie Podolsk, gdzie w 2010 roku zakończył karierę.
W pierwszej lidze rosyjskiej rozegrał 155 spotkań i zdobył 27 bramek.

## Kariera reprezentacyjna
W reprezentacji Armenii Mowsesjan zadebiutował 3 czerwca 2000 w wygranym 2:1 towarzyskim meczu z Litwą, w którym strzelił też gola. W latach 2000–2005 w drużynie narodowej rozegrał 18 spotkań i zdobył 2 bramki.